# LFP Manager
LFP Manager, auparavant LNF Manager, également connu sous le nom anglais de Total Club Manager ou encore FIFA Manager, est une série de jeux vidéo de sport, le premier jeu de management de football édité par EA sports en 2000. Au tout début la saga se nommait LNF Manager, en référence à la Ligue nationale de football, et rebaptisée LFP Manager en 2002 pour la Ligue de football professionnel. Le principe de la série est de se mettre dans la peau d'un entraineur de club de football, en sachant allier résultats sportifs aux résultats financiers. Car à l'inverse des simulations de football, ici, le joueur ne contrôle pas les joueurs mais les entraine, définit la stratégie d'avant match, les titulaires, etc. et voit le résultat des matchs avec toutes les statistiques habituelles (buts, fautes, possession…). S'ajoute à cela toute une partie gestion des infrastructures (stades - bâtiments - terrains d'entrainement)…

## Liste des jeux de la série
- FIFA Soccer Manager
- The F.A. Premier League Football Manager 99 (inédit en France)
- The F.A. Premier League Football Manager 2000 (inédit en France)
- LNF Manager 2001
- LNF Manager 2002
- LFP Manager 2003
- LFP Manager 2004
- LFP Manager 2005
- LFP Manager 2006
- LFP Manager 07
- LFP Manager 08
- LFP Manager 09
- LFP Manager 10
- LFP Manager 11
- LFP Manager 12
- LFP Manager 13
- LFP Manager 14